# Relaciones El Salvador-Japón
Relaciones El Salvador-Japónse refiere a las relaciones bilaterales entre El Salvador y Japón.

## Historia

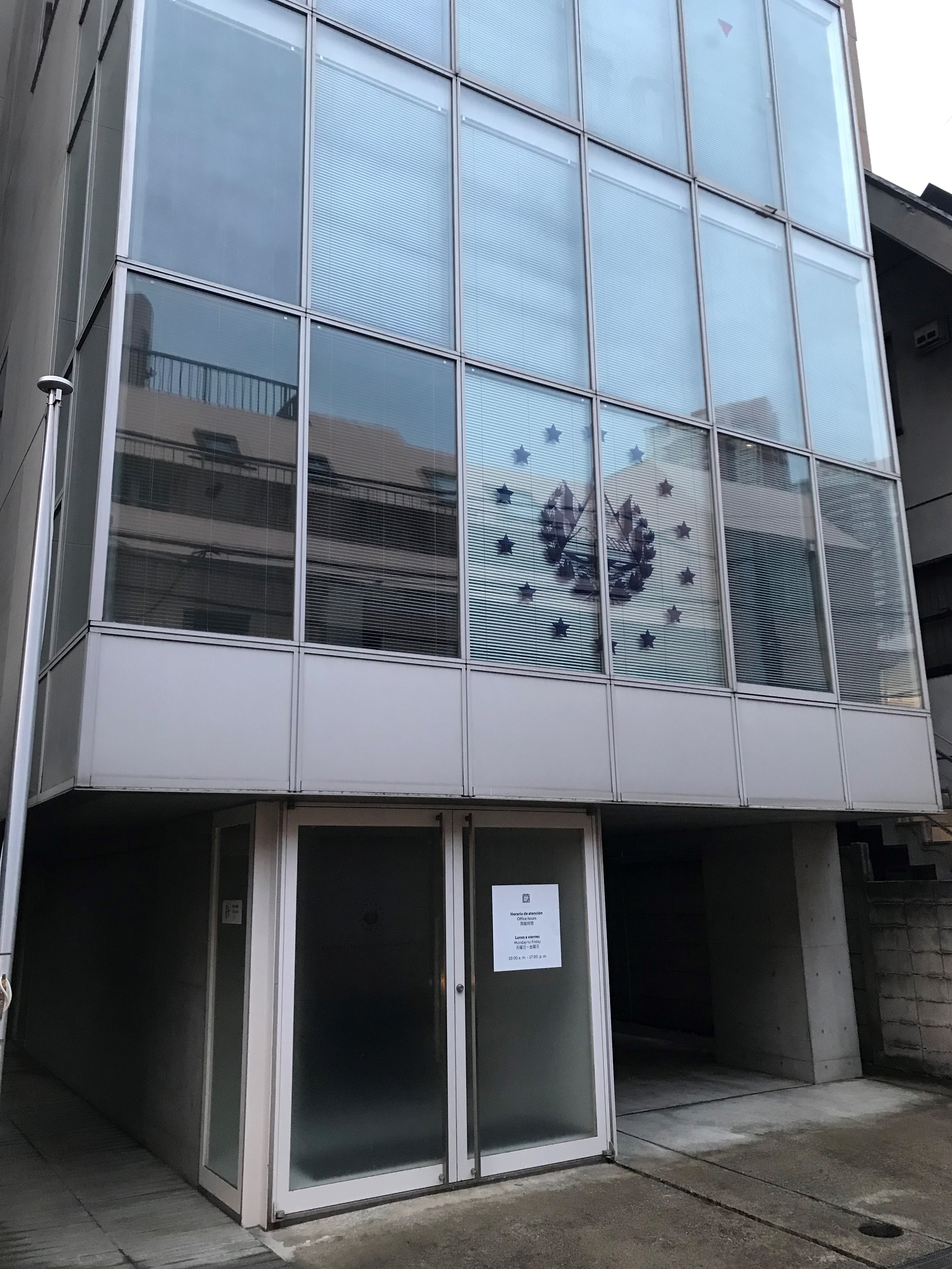
Embajada de El Salvador en Tokio

La relación entre los dos países en tiempos modernos comenzó en la década de 1920, cuando El Salvador tenía un consulado general en Tokio.En 1934, León Sigüenza, el cónsul general de El Salvador en Tokio, Japón notificó al Ministro de Manchukuo en Japón Ding Shiyuan, el país anunció el 3 de marzo que reconoció el Manchukuo apoyado por Japón. El 19 de mayo de 1934 anunció el establecimiento de relaciones diplomáticas formales con Manchukuo, convirtiéndose en el segundo país del mundo en reconocer el régimen de Manchukuo después de Japón. El Ministerio de Relaciones Exteriores de Japón también envió una embajada japonesa en 1935 el ministro Yoshitaka Hori de México se desempeñó como Ministro Extraordinario y Plenipotenciario en El Salvador. 
Después del estallido de la Guerra del Pacífico en diciembre de 1941, El Salvador cambió su postura sobre la alianza con las Potencias del Eje y se unió al campo de las Potencias Aliadas liderado por los Estados Unidos. . El 8 de diciembre de 1941, El Salvador declaró la guerra a Japón.
Después de la Segunda Guerra Mundial, el 6 de mayo de 1952, Japón y El Salvador reanudaron relaciones diplomáticas. En 1956, la Compañía Textil Japonesa Kureha abrió una sucursal en El Salvador. La primera tienda de ventas de Toyota en el extranjero de Japón también se estableció en El Salvador.
Durante la guerra civil de El Salvador en 1980, la embajada japonesa en El Salvador estuvo cerrada por un tiempo, solo para reanudar operaciones en mayo de 1992.

## Intercambios Económicos y Comerciales
A partir de 2016, las exportaciones de Japón a El Salvador alcanzaron alrededor de 14,600 millones de yenes, y las exportaciones de El Salvador a Japón alcanzaron alrededor de 2,160 millones de yenes. Japón exporta principalmente productos como automóviles y productos de acero a El Salvador, y El Salvador exporta principalmente granos de café y prendas de vestir a Japón.
Japón es la quinta fuente de ayuda de El Salvador. En 2016, la ayuda de Japón a El Salvador ascendió a US $ 12,38 millones.

## Viajar
Desde que Japón y El Salvador firmaron un acuerdo mutuo de exención de visa en 1973, a los ciudadanos japoneses con pasaporte japonés se les ha otorgado la entrada sin visa a El Salvador por 90 días.

## Misiones diplomáticas
- El Salvador tiene una embajada en Tokio.[1]
- Japón tiene una embajada en San Salvador.[2]